# Nowosiółki (Poméranie-Occidentale)
Pour les articles homonymes, voir Nowosiółki.
Nowosiółki est un village de Pologne, situé dans le gmina de Bobolice, dans le Powiat de Koszalin, dans la Voïvodie de Poméranie occidentale. Il est situé à 4 kilomètres à l'ouest de Bobolice, à 35 kilomètres au sud-est de Koszalin et à 142 kilomètres au nord-est de la capitale régionale Szczecin.

## Histoire
Avant 1945, ce village était sur le territoire de l'Allemagne.

## Géographie

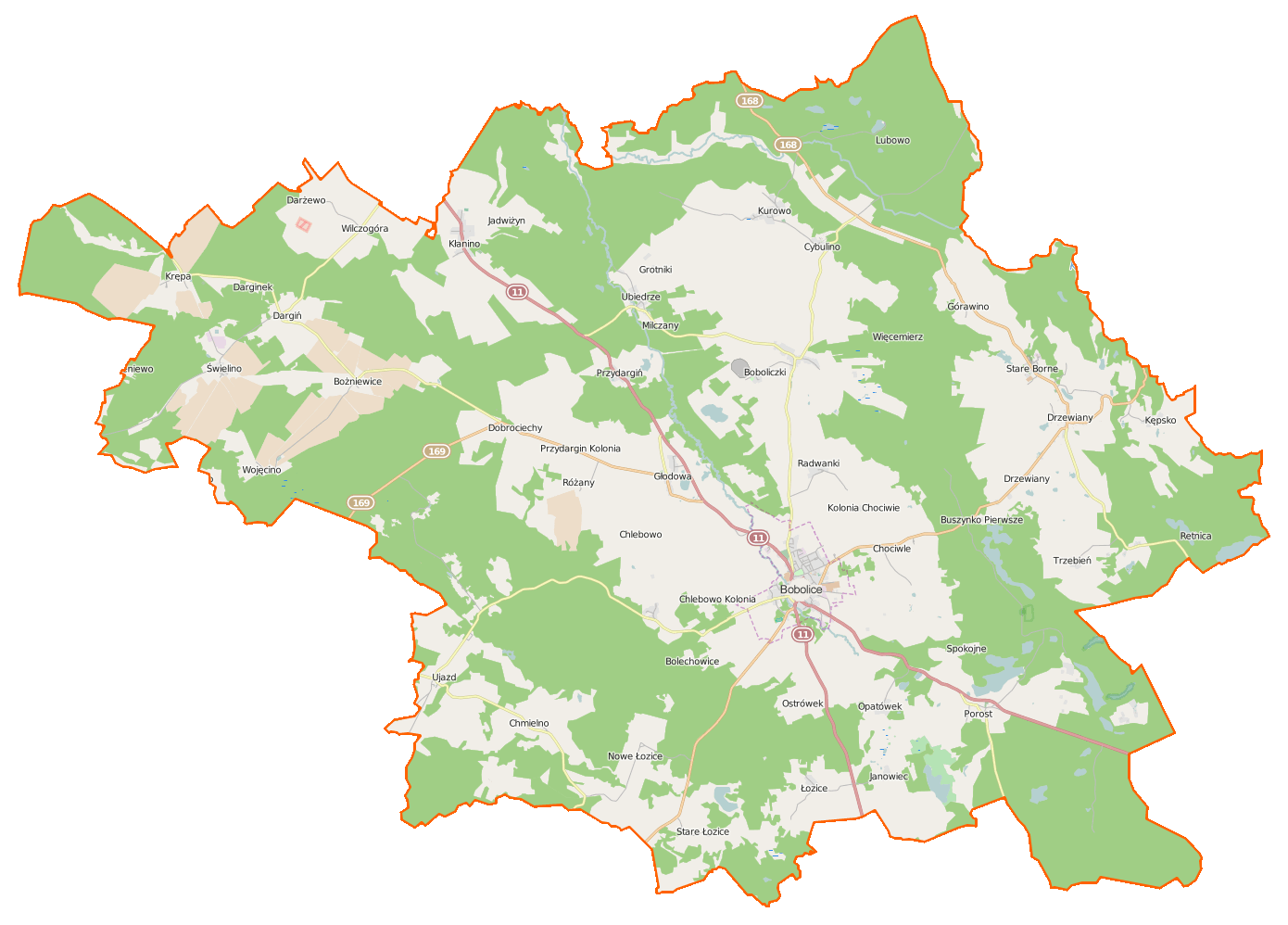
Carte de la gmina de Bobolice.